# Puch bei Weiz
Puch bei Weiz è un comune austriaco di 2 068 abitanti nel distretto di Weiz, in Stiria.